# O Barco de Valdeorras (kommun)
O Barco de Valdeorras är en kommun i Spanien. Den ligger i provinsen Ourense i den autonoma regionen Galicien i nordvästra delen av landet, 400 km nordväst om huvudstaden Madrid. Antalet invånare är 13 300 (2024).